# 三笠宮崇仁親王

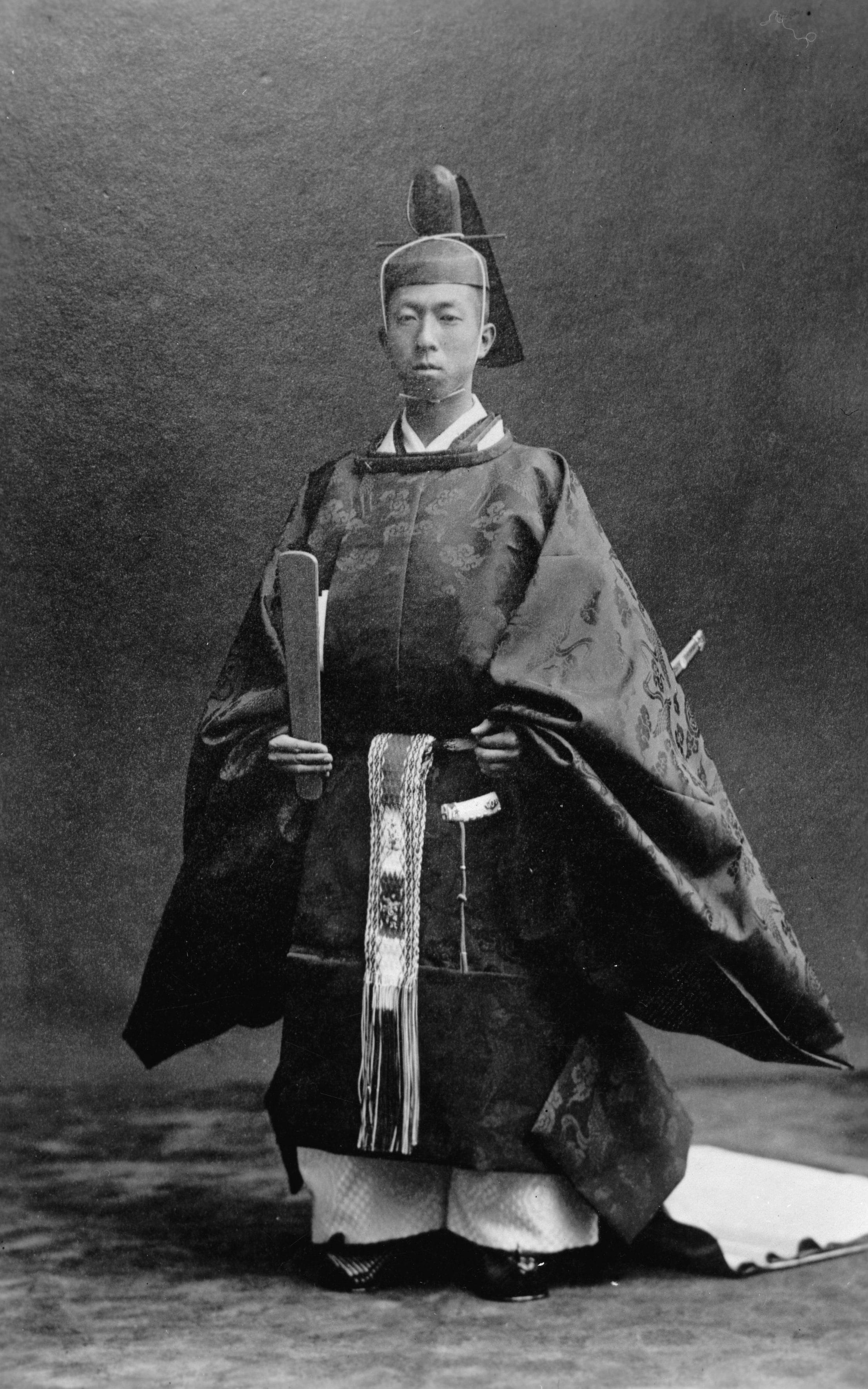
束帯着用の崇仁親王。

三笠宮崇仁親王（みかさのみやたかひとしんのう、1915年〈大正4年〉12月2日 - 2016年〈平成28年〉10月27日）は、日本の皇族、陸軍軍人、歴史学者（古代オリエント史）。三笠宮家初代当主。御称号は澄宮（すみのみや）、お印は若杉（わかすぎ）。身位は親王。敬称は殿下。勲等は大勲位。最終階級は陸軍少佐。第126代・今上天皇（徳仁）の大叔父。大正天皇と貞明皇后の第4皇子。昭和天皇は兄（長兄）、第125代天皇・現上皇の明仁は甥。現在の皇族には彼の孫が3人おり3人共女子である（息子3人は死去。娘2人と孫2人は皇籍離脱）。

## 生涯
1915年（大正4年）12月2日、大正天皇と貞明皇后の第四男子として誕生。3人の兄（昭和天皇、秩父宮雍仁親王、高松宮宣仁親王）は明治生まれ即ち父である大正天皇がまだ皇太子であった時にその男子として生まれ、早くから「皇孫御殿」に引き取られて養育された。一方で、崇仁親王は唯一大正天皇即位後に生まれた皇子で、すぐ上の兄である宣仁親王から10歳年下、長兄・皇太子裕仁親王から14歳年下であり、「末子を手元で育てたい」という両親の意向が貫かれ、御所で養育された。

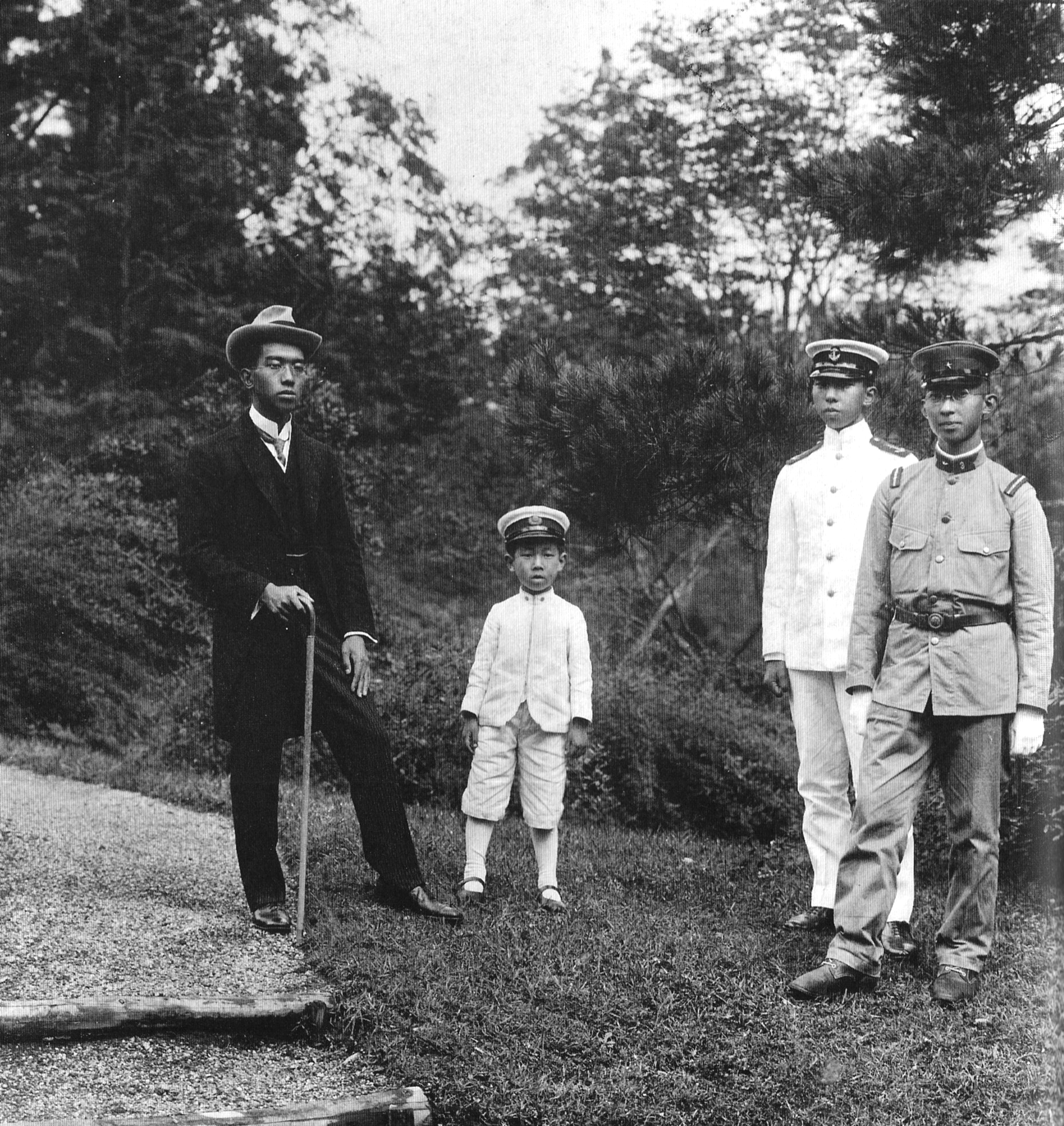
1921年（大正10年）、大正天皇の嫡男である4人兄弟。左から昭和天皇（当時は皇太子）、崇仁親王、宣仁親王（後の高松宮）、雍仁親王（後の秩父宮）。

学習院初等科・中等科を経て、1936年（昭和11年）に陸軍士官学校（第48期、兵科：騎兵）を卒業。陸士在校中は、辻政信が自ら願い出て教育を担当した。辻とはのちに同じ支那派遣軍で勤務している。在校中の1935年（昭和10年）の成年式に伴い、「三笠宮」（みかさのみや）の宮号を兄帝より賜り、同時に大勲位に叙せられる。陸軍騎兵学校を経て、士官候補生時代に指定された原隊たる騎兵第15連隊で小隊長、続いて中隊長を務めのちに陸軍大学校（第55期）を卒業する。
1935年（昭和10年）に成人したことに伴い、帝国議会上院の貴族院議員となる。下記の通り、活動実績はあまりないが、1946年（昭和21年）までの11年間に及んで議員（貴族院議員）の職を務めた。旧憲法下では、皇太子と皇太孫以外の皇族議員（男子）は満20歳になると同時に自動的に貴族院議員となることや、成年男性の皇族は原則として大日本帝国陸軍または大日本帝国海軍軍人であることから、皇族議員が議事に加わることは稀であったため、活動実績が皆無であることは皇族議員として一般的である。
1941年（昭和16年）10月22日、子爵高木正得の次女高木百合子と結婚。近衞甯子（甯子内親王）、寬仁親王、桂宮宜仁親王、千容子（容子内親王）、高円宮憲仁親王の三男二女の5人の子女をもうけた。
- 父の大正天皇。
- 母の貞明皇后。

### 軍人として

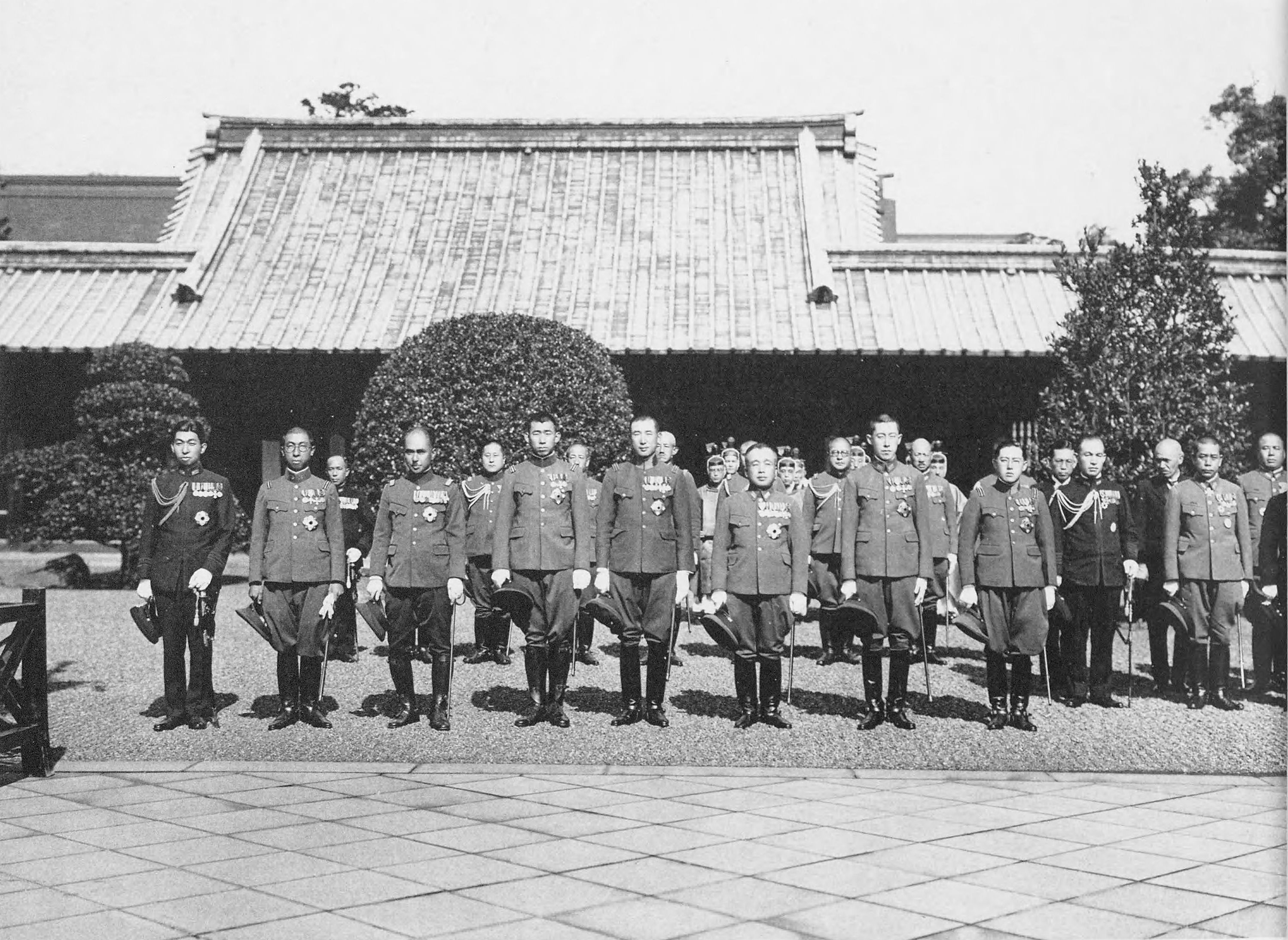
左から：高松宮、三笠宮、朝香宮、（朝香宮家の）孚彦王、北白川宮、李王垠、李鍵公、李鍝公（1938年）。

1941年（昭和16年）12月8日の太平洋戦争（大東亜戦争）開戦後、陸軍大尉時代の1943年（昭和18年）1月から翌1944年（昭和19年）1月まで、コードネーム「若杉」（姓は印にちなんで作られた）として、南京市の支那派遣軍総司令部に勤務。三笠宮は「日本軍は中華民国との戦争が長引き戦闘が泥沼状態になっており、軍紀が乱れている者が一部いる事を深く反省すべきである」と畑俊六総司令官に言い、対中政策のブレーキ役となった。
総司令部は、着任に際して部隊内に通達を出し、勤務中の接遇及び食堂での食事の際の礼遇について周知している。若杉の正体は陸軍省上層部に秘匿されていたため、部内にはかなり後期まで若杉が三笠宮であることを知らない者も多かった。支那派遣軍勤務中には、中国語のエキスパートであった通訳の木村辰男から中国語と中国事情を学んでいる。また、中国共産党の八路軍に興味を持ったことは、後のオリエント考古学への関心に影響を与える。その後、大本営参謀に転出。
戦局が困難を極める1944年（昭和19年）には、複数の東條英機暗殺が計画された。9月には陸軍の津野田知重少佐と東亜連盟所属の柔道家の牛島辰熊が東條首相暗殺陰謀容疑で東京憲兵隊に逮捕された。この時、牛島の弟子で柔道史上最強といわれる木村政彦が鉄砲玉（実行犯）として使われることになっていた。軍で極秘裡に開発中の青酸ガス爆弾を持っての自爆テロ的な計画だった（50m内の生物は壊滅するためガス爆弾を投げた人間も死ぬ）。この計画のバックには東條と犬猿の仲の石原莞爾がいて、津野田と牛島は計画実行の前に石原の自宅を訪ね「賛成」の意を得てのものだった。津野田は陸軍士官学校時代に同級生であった三笠宮に計画を打ち明けた。しかし三笠宮は、この計画に困惑して貞明皇后に相談した。それが陸軍省に伝わって憲兵隊が動くことになり、津野田も牛島も逮捕されるという結果となり計画は破綻した。予定されていた計画実行日は東條内閣が総辞職した日であった。但し三笠宮は戦後の保阪正康のインタビューに対し自分から情報が漏れたことは否定している。津野田は大本営への出勤途中に憲兵隊に逮捕されており、その際に憲兵から三笠宮のルートから漏れたと告げられたようであった。また三笠宮によれば当時、療養中だった秩父宮が何度も東條へ詰問状を送っている。東條は木で鼻をくくったような回答を返しており、サイパン陥落時に東條への不満が爆発し、結果として暗殺計画もいくつか考えられたのである。 また、海軍の高木惣吉らのグループらも早期終戦を目指して東條暗殺を立案したが、やはり実行前に東條内閣が総辞職したため計画が実行に移されることはなかった。
事件への関与は明白ではあったが不問に付され、1944年（昭和19年）9月、願い出て陸軍機甲本部付に異動になる。津野田はじめ他の将校も軽度な処分で済まされた。こうした経緯があったためか、1945年（昭和20年）4月に長兄・昭和天皇に対面を願い出た時には「『何を言うつもりなのかな』と天皇が不安がった」とも言われる。
同年8月12日、昭和天皇から他の皇族とともに御文庫附属庫に招かれ、同月10日の御前会議でポツダム宣言受諾の決心を下したことを聞く。
これに対し、三笠宮は「忠実に実行したい」と語った。同年8月13日に陸軍大臣阿南惟幾が「昭和天皇に徹底抗戦に翻心させよう」と三笠宮に説得を願い出たが「陸軍は陛下の大御心に反する」と断り、阿南を叱責した。
終戦時の階級は陸軍少佐・航空総軍参謀であった。

### 戦後

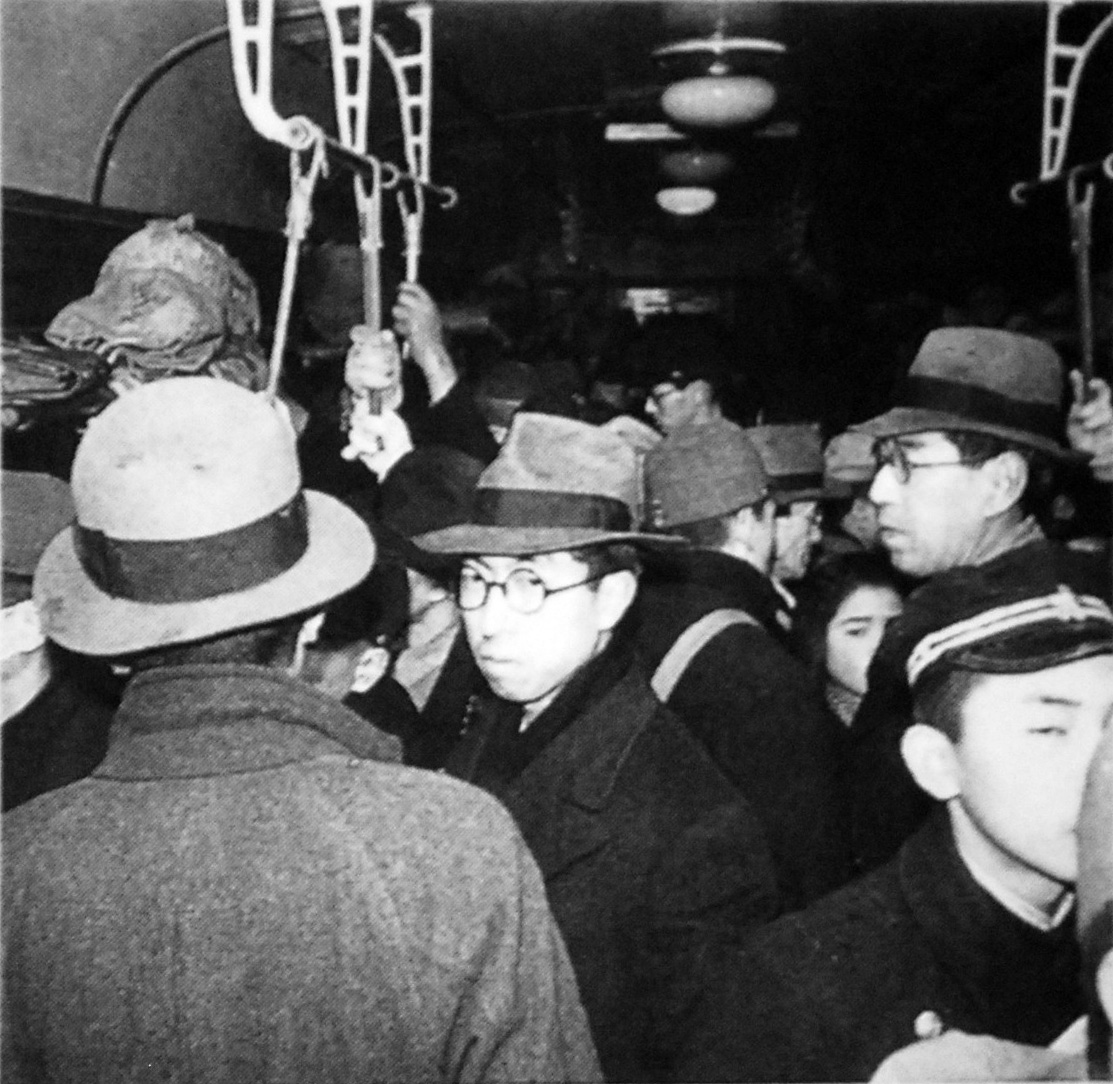
1947年（昭和22年）、
国鉄横須賀線にて。

3人の兄たち（昭和天皇、秩父宮雍仁親王、高松宮宣仁親王）とは年齢も離れた四男であり（大正天皇の4人の皇男子のうち唯一の大正時代生まれ）、皇位継承の可能性が低かったことから、かなり自由な立場で行動した。
1945年（昭和20年）11月29日、昭和天皇から歴代山陵への代拝を命じられる。目的は、歴代各陵に対し戦争の終熄へのお詫びと日本の復興に対する御加護を祈るためであり、同年12月1日に東京を出発して鹿児島県下の神代3陵および安徳天皇陵に参向。同年12月6日に帰京して、翌12月7日に昭和天皇に復命した。
1946年（昭和21年）5月23日、貴族院議員を辞職。1947年（昭和22年）4月に東京大学文学部（旧制東京帝国大学）の研究生となり、歴史学を学修した（専攻はオリエント史）。同年11月28日に公職追放の仮指定を受ける。
1946年（昭和21年）1月、第1男子寬仁親王が誕生。1947年（昭和22年）、東京都品川区上大崎長者丸の邸宅を三笠宮家が購入し転居、以後13年間御仮寓所とする。この地は1985年にプラトーの分譲（清水建設施工）よってマンションになり、館名は崇仁親王の「お印」にちなんで「若杉ホームズ」とされた。
1950年（昭和25年）9月、ジェーン台風により大きな被害を受けた大阪府、和歌山県、兵庫県、京都府を視察した。
1955年（昭和30年）に東京女子大学講師に就任したほか、青山学院大学、専修大学、天理大学、拓殖大学でも講義を行い、日本オリエント学会の会長も務めた。1956年（昭和31年）にはセイロン（スリランカ）、イラン、イラクなどを訪問し、古代遺跡の視察も行った。
1968年には翻訳した『聖書年代学』（ジャック・フィネガン著、岩波書店）が第4回日本翻訳文化賞を受賞している。
1979年（昭和54年）、出光佐三（出光興産創立者）の協力を得て、東京都三鷹市に「中近東文化センター」を設立し、同センター総裁を長く務めた。また出光が中心となってすすめた福岡県宗像市に鎮座する宗像大社の沖ノ島祭祀遺跡の調査が行われた際には立ち会っている。この時に宗像大社沖津宮の前に、槙の木を植樹している。
2006年（平成18年）に中近東文化センター図書室がリニューアルオープンした際には、その功績を記念して「三笠宮記念図書館」と命名された。1991年（平成3年）にはフランスの「碑文・文芸アカデミー」の外国人会員に就任、また1994年（平成6年）6月にはロンドン大学東洋アフリカ研究学院の名誉会員に就任した。
1950年代後半から「紀元節」（神武天皇即位紀元（皇紀）に基づき、三笠宮自身の父系祖先と伝承される初代天皇・神武天皇が即位したとされる西暦紀元前660年2月11日を「日本建国の日」とするもの）の復活への動きが具体的なものになってくると、考古学者及び歴史学者としての立場から「神武天皇の即位は神話であり史実ではない」として、「『神話』と『史実』は切り離して研究されるべき」と強く批判し、皇族の身分でありながらも積極的に「紀元節復活反対」の論陣を張った。編著『日本のあけぼの』は、このときに刊行されたものである。このため「赤い宮様」とあだ名された。
当然、紀元節復活を推進する人々は三笠宮を激しく非難し、なかでも里見岸雄や野依秀市は、三笠宮を「無責任」「非常識」「左翼」と罵倒し、皇族の身分を離れることを要求する著作を公表している。右翼団体の構成員が宮邸に押しかけて、面会を強要した事件も起きている。最終的に「紀元節」という旧来の呼称は使用されなかったものの、国民の祝日のひとつとして、2月11日を建国記念の日とすることになり、三笠宮らの反対運動は成功しなかった。
90歳前後から、心臓の僧帽弁に異常が見つかり、度々僧帽弁閉鎖不全で入退院することがあった。

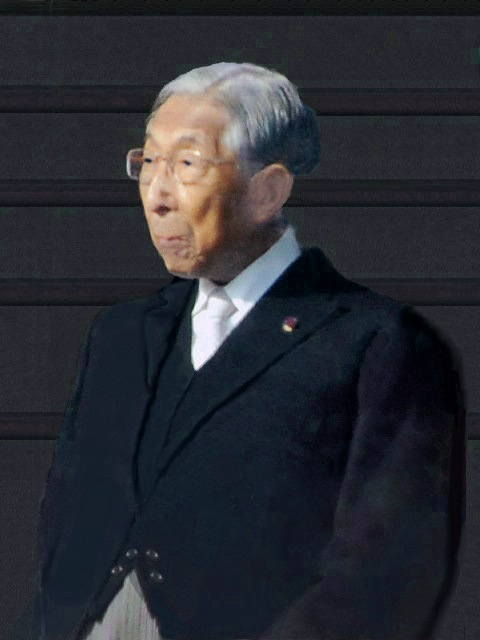
2012年（平成24年）1月2日、皇居での一般参賀にて。

2012年（平成24年）6月14日、長男の寬仁親王の斂葬の儀（葬儀）に出席した翌日の6月15日に体調を崩し、聖路加国際病院に入院した。当初は過労によるものと診断され、1週間の入院の予定だったが、僧帽弁閉鎖不全のため心機能と血圧が低下し、改めて鬱血性心不全と診断された。7月2日には集中治療室に入り、7月11日に川副浩平による手術を受けた。その後再び集中治療室で治療を受け、8月31日に退院した。11月21日には、高円宮邸で行われた三男の高円宮憲仁親王十年式年祭霊舎祭に出席し、退院後はじめて公の場に姿を現した。
2014年（平成26年）6月17日に行われた二男の桂宮宜仁親王の斂葬の儀では、孫である寬仁親王第一女子の彬子女王が喪主代理となり、自身は車椅子で参列し拝礼した。
2015年（平成27年）12月2日、百寿（満100歳）を迎え、同時に確かな記録の残る皇族としては初めて100歳となった。

### 薨去
2016年（平成28年）10月27日8時34分、東京都中央区の聖路加国際病院で心不全のため薨去。享年102（満100歳没）。皇位継承順位は第5位であった。11月4日、葬儀にあたる斂葬の儀が豊島岡墓地で行われた。喪主は百合子妃が務め、司祭長は自身が名誉総裁を務めた日本・トルコ協会の東園基政常任理事が務めた。当時の天皇皇后は「皇族であっても自身らより目下の者の葬儀には参列しない」という皇室の慣例により参列せず、使者として河相周夫侍従長が拝礼した。告別式にあたる葬場の儀には600人が、当日行われた一般参拝には、1335人が参列した。午後、新宿区内の落合斎場で火葬され、豊島岡墓地にある寛仁親王、桂宮宜仁親王、高円宮憲仁親王の墓の近くに埋葬された。

## 皇族議員として
1935年（昭和10年）12月1日に満20歳に達し、男子の皇族である為、貴族院令の規定により自動的に貴族院の皇族議員となる。皇族議員である為、普通選挙を経ずに議員となった。上記の通り軍人としても活動しており、軍人の政治的関与を好ましくないとする慣例や、皇族議員はほとんど貴族院に出席しないことから、実際の議員としての活動はほぼ見られない。1946年（昭和21年）5月23日、貴族院皇族議員を辞職した。1946年（昭和21年）10月29日、枢密院本会議において、日本国憲法制定の採決が行われた際、「GHQによるマッカーサー憲法であり、日本人の手によるものではない」として、採決を棄権した。一方で、日本国憲法第9条の非武装中立については支持した。また、所在が明確かつ存命であった最後の貴族院議員経験者であった。

## 人物
- 幼少時より文才を認められ「童謡の宮さま」と呼ばれた。大正時代の詩作品には作曲家・本居長世によって曲がつけられ、本居みどり子・喜美子姉妹が歌うレコードもニッポノホン（日本コロムビア）から発売されている。また、童曲として宮城道雄に曲がつけられたものも存在しレコード化されている[注釈 3]。
- 俳句を星野立子に師事、1957年（昭和32年）に百合子妃と共に『句集 初雪』（新樹社、著名は三笠宮若杉・ゆかり）を、2012年（平成24年）には結婚70周年を機に鷹羽狩行の勧めで『句集 夕虹』を角川書店より出版した[30]。
- 日本レクリエーション協会総裁として、『レクリエーション随想録』（非売品、1998年）を出している。
- 古代オリエント史、特にアナトリア考古学を専門とする歴史学者として知られ、長らく東京女子大学、拓殖大学などで古代オリエント史の講義を担当、「宮さま講師」と通称され、1968年にはジャック・フイネガンの『聖書年代学』（岩波書店）の翻訳で第4回日本翻訳文化賞を受賞している。社団法人日本オリエント学会設立にかかわり、同学会会長を務めた。同学会では三笠宮オリエント学術賞が創設された。ほかに岡山市立オリエント美術館名誉顧問なども務めた[注釈 4]。
- 財団法人中近東文化センター（東京都三鷹市）の設立にも尽力。また同センター総裁として、トルコ共和国でのカマン・カレホユック遺跡の発掘調査を進め、近年は現地における常設の研究機関アナトリア考古学研究所の建設を進めている。ちなみに、同センターの隣には、兄・高松宮宣仁親王が設立準備委員会の名誉総裁を務めた国際基督教大学(ICU)があり、大甥にあたる秋篠宮文仁親王・同妃紀子の長女の眞子内親王と次女の佳子内親王の姉妹が卒業している。
- 陸軍時代に支那派遣軍に在籍していた関係から、日中国交回復前夜には中国の招請を受けた。語学にも堪能であり、流暢な中国語・ヘブライ語を操る。学術関係の公務において他の皇族と同席する機会も多い。
- 『東方学回想 VIII 学問の思い出〈3〉』（刀水書房、2000年）に、護雅夫・中根千枝ら5名と座談会で回想がある[注釈 5]。
- 鉄のカーテンと竹のカーテンになぞらえて「菊のカーテン」という言葉を最初に使ったとされている[31]。
- 私的な旅行であるにもかかわらず、過度に丁重な儀礼的な扱いを受け、外出が嫌になったことを挙げ、「公私の区別を明確にした対応を希望する」と述べたことがある[32]。
- 終戦後の心境として「不自然きわまる皇室制度」「『格子なき牢獄』から解放された」ので「生活環境が激変した」と述べている。エピソードとしては、30歳になって独りで誰にも気付かれず、町歩きをしたことを挙げている[33]。
- 上述のように、公私に渡って皇族として特別扱いされることを強く不満に思っていたので、帝国陸軍において一般将兵と全く同等の待遇を受けることを喜び、週番勤務（週番士官）時など、自由な軍隊生活を非常に楽しんでいた。
  - 三笠宮は、特に自由な軍隊生活を送っていた騎兵第15連隊時代を懐かしんでおり、第二次世界大戦後は「戦友会」である『騎兵第15連隊将校団会』の名誉会長を務め、同会が2010年（平成22年）に解散されるまで、総会および懇親会に妃と伴に、積極的に出席していた[34][信頼性要検証]。また、騎兵第15連隊自体の戦友会である『習志野三笠会』の「三笠」は、三笠宮から取られたものである。
- 太平洋戦争については「1943年1月、私は支那派遣軍参謀に補せられ、南京の総司令部に赴任しました。そして1年間在勤しました。その間に私は日本軍の残虐行為を知らされました」[32]「聖戦という大義名分が、事実とはおよそかけ離れたものであったからこそ、そして、内容が正義の戦いでなかったからこそ、いっそう表面的には聖戦を強調せざるを得なかったのではないかということである」「こうして聖戦に対する信念を完全に喪失した私としては、求めるものはただ和平のみとなった」[33]などと述懐している。
- 1971年（昭和46年）に、イランのアケメネス朝建国2500周年を祝ったイラン建国二千五百年祭典に百合子妃とともに日本を代表して出席した。
- 1955年より、長野県軽井沢町の「三笠」地区に別荘を所有しており、かつては昭和天皇や上皇明仁らも滞在[35]、自身も晩年まで度々滞在していた[36]。

## 逸話
- 浪花節を好み、戦前の宮邸に数百枚に及ぶ浪花節のSPレコードを所蔵していた。このコレクションは空襲で焼失した。
- 日中戦争（支那事変）当時、進駐先で、事態が未だに解決しない理由について全員（およそ200人）に自由記述で答案を書かせた後、「日本人が真の日本人たり得ていないから」と答えた一人のみを及第判定。「そのとおりだ。皇軍がその名に反する行為（暴行略奪など）をしている、これでは現地民から尊敬などされるわけがない。今の皇軍に必要なのは装備でも計画でもない、“反省”だ。自らを顧み、自らを慎み、一挙一動が大御心に反していないかを自身に問うこと」と部下達を叱りつける。「居並ぶ一同は三笠宮の叱咤に言葉がなかった」という[注釈 6]。戦後には著書『古代オリエント史と私』の文中や、日中戦争時の南京事件についてインタビューを受け、捕虜の殺害に関して述べている。

- 「東大新聞」に「天皇は国家最高の公僕なのだから、むしろ陛下に御発声願って、『国民万歳』を唱えるようなことがあってよい」と書いたことがある[37]。
- 「文藝春秋」の1951年（昭和26年）12月号でのイギリス人女性との対談では「天皇への敬礼は強制さるべきではなく、各人の判断のままでよい。頭を下げる人、手を振る人、あるいは知らん顔をしたり、最悪の場合には『赤んべえ』をしていても、ちっとも構いません」と発言[38]。この直後、昭和天皇の京都大学巡幸では、京大天皇事件が発生し、学生はさっそく「あかんべえ」をして昭和天皇を迎え、宮内庁を狼狽させた[38]。
- 長兄である昭和天皇に、「然るべき礼を尽くすこと、皇太子との身分差などについて十分理解している」と発言をしたとされる。
- 日中国交回復前の1970年代前半には、結局実現しなかったが訪中が打診されたことがある。
- 1975年、エジプトから帰国した際、NHKにて「バカチョンカメラをもってゆくべきだった」と語り、抗議を受けたとされる。
- 江沢民の回顧録に、1998年（平成10年）に彼が訪日した際に、宮中晩餐会に同席して「『今に至るまでなお深く気がとがめている。中国の人々に謝罪したい』と発言した」との記述がある[39][29]。
- 戦後間もない頃、ブラジルに移住した日本人の間で、日本の降伏を認めた「負け組」とそれを認めない「勝ち組」に分裂し、抗争問題に発展していた。「移民五十年祭を開く際も、勝ち組は非協力的であったが、（昭和天皇の末弟の）皇族である三笠宮が式典に出席すると分かると事態は一変、双方の協力体制が布かれ、以後和解に進んでいった」という。
- 「日本のあけぼの　―建国と紀元をめぐって―」（1959年）のまえがきで以下の様に述べている。偽りを述べる者が愛国者とたたえられ、真実を語る者が売国奴と罵られた世の中を私は経験して来た。（中略）それは過去のことだと安心してはおれない。もうすでに、現実の問題として現われ始めているのではないか。紀元節復活論のごときは、その氷山の一角にすぎぬのではあるまいか。そして、こんな動きは、また戦争につながるのではないだろうか。こんなことを夜となく昼となく考えては、日本の前途に取越苦労をしているのは、私ひとりだけであろうか……。「真実は何か」これが最近における私の日常生活のモットーである。私はこのモットーにしたがって本書を企画した。

### 「三笠宮双子説」をめぐって
京都華族の山本實庸子爵の末子として育てられた奈良円照寺門跡・山本静山（1916年（大正5年） - 1995年（平成7年）、俗名・絲子）が、実は三笠宮の双子の妹だったと河原敏明が主張した。これは1979年（昭和54年）に『週刊大衆』に掲載された。宮内庁側は無視していたが、1984年（昭和59年）1月になって『週刊新潮』『現代』『フォーカス』で再度取り上げられ、今度は大きな話題となった。河原は、円照寺に住んでいたこともある末永雅雄が長井満に双子説を話したという情報を得、それをもとに関係者に取材を始めたところ、戸籍上静山の生母とされる山下志うの出身地・雄琴の身内が静山についてほとんど知らないこと、三笠宮の出産に立ち会った園祥子の実家である園家の26代当主園基久の証言、静山本人に直撃取材した際に母親の没年を間違え、父親の墓参にもほとんど行っていないこと、それと反対に皇族やその周辺とは親しい交流が長く続いていること、幼少期の静山の里親だった今井家の証言などにより双子説を支持し、記事化した（のちに『昭和天皇の妹君』として書籍化）。
宮内庁は同年1月20日、この説を全面的に否定する声明を発表した。河原に対し、静山本人は直接「デマです」と否定し、また河原に有力証言者とされた末永雅雄は、証言そのものの存在を否定した。河原の「皇室が双子を忌み嫌う」「特に男女の双子は情死の生まれ変わりとして嫌われた」という主張に関しては、近代以降も伏見宮家の敦子女王と知子女王姉妹（1907年/明治40年生）が双子として誕生し、共に成長した事例があり、宮内庁も反証として挙げた。三笠宮夫妻も後年になって、『母宮貞明皇后とその時代 三笠宮両殿下が語る思い出』（工藤美代子著、中央公論新社、2007年）中のインタビューで双子説を否定した。
なお、三笠宮の兄である高松宮宣仁親王による『高松宮日記』昭和15年(1940年)11月18日条には「15時30分 円照寺着。お墓に参って、お寺でやすこ、山本静山と名をかへてゐた。二十五になって大人になった」とある。円照寺は、高松宮が祭祀を継承した有栖川宮ゆかりの寺院である。山本静山が、高松宮から「やすこ」と呼ばれる特別な人物であったことが分かる。
原武史は、①この高松宮日記の記述に加え、②『蘆花日記』大正4年（1915年）11月25日条および12月3日条、③『貞明皇后実録』昭和15年（1940年）9月30日条、ならびに④河原自身が、山本の誕生日（1月8日）と三笠宮との誕生日に1カ月あまりのズレがあることを認めていることを根拠に、山本は「崇仁とともに生まれた二卵性双生児の妹ではなく、嘉仁（大正天皇）とある女官との間に生まれた庶子ではなかったか」と推測している。

## 系譜
| 三笠宮崇仁親王 | 父：大正天皇 | 祖父：明治天皇 | 曾祖父：孝明天皇   |
| 三笠宮崇仁親王 | 父：大正天皇 | 祖父：明治天皇 | 曾祖母：中山慶子   |
| 三笠宮崇仁親王 | 父：大正天皇 | 祖母：柳原愛子 | 曾祖父：柳原光愛   |
| 三笠宮崇仁親王 | 父：大正天皇 | 祖母：柳原愛子 | 曾祖母：長谷川歌野 |
| 三笠宮崇仁親王 | 母：貞明皇后 | 祖父：九条道孝 | 曾祖父：九条尚忠   |
| 三笠宮崇仁親王 | 母：貞明皇后 | 祖父：九条道孝 | 曾祖母：菅山       |
| 三笠宮崇仁親王 | 母：貞明皇后 | 祖母：野間幾子 | 曾祖父：野間頼興   |
| 三笠宮崇仁親王 | 母：貞明皇后 | 祖母：野間幾子 | 曾祖母：不詳       |

### 系図
|              |              |              |              |              |              |  |  |                |                |                |                |                |                |  |  |                |                |                |                |                |                |  |  |                |                |                |                |                |                |  |  |                |                |                |                |                |                |  |  |  |  |  |  |  |  |  |  |  |  |  |  |  |  |  |  |  |  |  |  |  |  |
| 122 明治天皇 |              |              |              |              |              |  |  |                |                |                |                |                |                |  |  |                |                |                |                |                |                |  |  |                |                |                |                |                |                |  |  |                |                |                |                |                |                |  |  |  |  |  |  |  |  |  |  |  |  |  |  |  |  |  |  |  |  |  |  |  |  |
|              |              |              |              |              |              |  |  |                |                |                |                |                |                |  |  |                |                |                |                |                |                |  |  |                |                |                |                |                |                |  |  |                |                |                |                |                |                |  |  |  |  |  |  |  |  |  |  |  |  |  |  |  |  |  |  |  |  |  |  |  |  |
| 123 大正天皇 |              |              |              |              |              |  |  |                |                |                |                |                |                |  |  |                |                |                |                |                |                |  |  |                |                |                |                |                |                |  |  |                |                |                |                |                |                |  |  |  |  |  |  |  |  |  |  |  |  |  |  |  |  |  |  |  |  |  |  |  |  |
|              |              |              |              |              |              |  |  |                |                |                |                |                |                |  |  |                |                |                |                |                |                |  |  |                |                |                |                |                |                |  |  |                |                |                |                |                |                |  |  |  |  |  |  |  |  |  |  |  |  |  |  |  |  |  |  |  |  |  |  |  |  |
|              |              |              |              |              |              |  |  |                |                |                |                |                |                |  |  |                |                |                |                |                |                |  |  |                |                |                |                |                |                |  |  |                |                |                |                |                |                |  |  |  |  |  |  |  |  |  |  |  |  |  |  |  |  |  |  |  |  |  |  |  |  |
| 124 昭和天皇 | 124 昭和天皇 | 124 昭和天皇 | 124 昭和天皇 | 124 昭和天皇 | 124 昭和天皇 |  |  | 秩父宮雍仁親王 | 秩父宮雍仁親王 | 秩父宮雍仁親王 | 秩父宮雍仁親王 | 秩父宮雍仁親王 | 秩父宮雍仁親王 |  |  | 高松宮宣仁親王 | 高松宮宣仁親王 | 高松宮宣仁親王 | 高松宮宣仁親王 | 高松宮宣仁親王 | 高松宮宣仁親王 |  |  | 三笠宮崇仁親王 | 三笠宮崇仁親王 | 三笠宮崇仁親王 | 三笠宮崇仁親王 | 三笠宮崇仁親王 | 三笠宮崇仁親王 |  |  |                |                |                |                |                |                |  |  |  |  |  |  |  |  |  |  |  |  |  |  |  |  |  |  |  |  |  |  |  |  |
| 124 昭和天皇 | 124 昭和天皇 | 124 昭和天皇 | 124 昭和天皇 | 124 昭和天皇 | 124 昭和天皇 |  |  | 秩父宮雍仁親王 | 秩父宮雍仁親王 | 秩父宮雍仁親王 | 秩父宮雍仁親王 | 秩父宮雍仁親王 | 秩父宮雍仁親王 |  |  | 高松宮宣仁親王 | 高松宮宣仁親王 | 高松宮宣仁親王 | 高松宮宣仁親王 | 高松宮宣仁親王 | 高松宮宣仁親王 |  |  | 三笠宮崇仁親王 | 三笠宮崇仁親王 | 三笠宮崇仁親王 | 三笠宮崇仁親王 | 三笠宮崇仁親王 | 三笠宮崇仁親王 |  |  |                |                |                |                |                |                |  |  |  |  |  |  |  |  |  |  |  |  |  |  |  |  |  |  |  |  |  |  |  |  |
|              |              |              |              |              |              |  |  |                |                |                |                |                |                |  |  |                |                |                |                |                |                |  |  |                |                |                |                |                |                |  |  |                |                |                |                |                |                |  |  |  |  |  |  |  |  |  |  |  |  |  |  |  |  |  |  |  |  |  |  |  |  |
| 125 上皇     | 125 上皇     | 125 上皇     | 125 上皇     | 125 上皇     | 125 上皇     |  |  | 常陸宮正仁親王 | 常陸宮正仁親王 | 常陸宮正仁親王 | 常陸宮正仁親王 | 常陸宮正仁親王 | 常陸宮正仁親王 |  |  | 寬仁親王       | 寬仁親王       | 寬仁親王       | 寬仁親王       | 寬仁親王       | 寬仁親王       |  |  | 桂宮宜仁親王   | 桂宮宜仁親王   | 桂宮宜仁親王   | 桂宮宜仁親王   | 桂宮宜仁親王   | 桂宮宜仁親王   |  |  | 高円宮憲仁親王 | 高円宮憲仁親王 | 高円宮憲仁親王 | 高円宮憲仁親王 | 高円宮憲仁親王 | 高円宮憲仁親王 |  |  |  |  |  |  |  |  |  |  |  |  |  |  |  |  |  |  |  |  |  |  |  |  |
| 125 上皇     | 125 上皇     | 125 上皇     | 125 上皇     | 125 上皇     | 125 上皇     |  |  | 常陸宮正仁親王 | 常陸宮正仁親王 | 常陸宮正仁親王 | 常陸宮正仁親王 | 常陸宮正仁親王 | 常陸宮正仁親王 |  |  | 寬仁親王       | 寬仁親王       | 寬仁親王       | 寬仁親王       | 寬仁親王       | 寬仁親王       |  |  | 桂宮宜仁親王   | 桂宮宜仁親王   | 桂宮宜仁親王   | 桂宮宜仁親王   | 桂宮宜仁親王   | 桂宮宜仁親王   |  |  | 高円宮憲仁親王 | 高円宮憲仁親王 | 高円宮憲仁親王 | 高円宮憲仁親王 | 高円宮憲仁親王 | 高円宮憲仁親王 |  |  |  |  |  |  |  |  |  |  |  |  |  |  |  |  |  |  |  |  |  |  |  |  |
|              |              |              |              |              |              |  |  |                |                |                |                |                |                |  |  |                |                |                |                |                |                |  |  |                |                |                |                |                |                |  |  |                |                |                |                |                |                |  |  |  |  |  |  |  |  |  |  |  |  |  |  |  |  |  |  |  |  |  |  |  |  |
| 126 今上天皇 | 126 今上天皇 | 126 今上天皇 | 126 今上天皇 | 126 今上天皇 | 126 今上天皇 |  |  | 秋篠宮文仁親王 | 秋篠宮文仁親王 | 秋篠宮文仁親王 | 秋篠宮文仁親王 | 秋篠宮文仁親王 | 秋篠宮文仁親王 |  |  |                |                |                |                |                |                |  |  |                |                |                |                |                |                |  |  |                |                |                |                |                |                |  |  |  |  |  |  |  |  |  |  |  |  |  |  |  |  |  |  |  |  |  |  |  |  |
| 126 今上天皇 | 126 今上天皇 | 126 今上天皇 | 126 今上天皇 | 126 今上天皇 | 126 今上天皇 |  |  | 秋篠宮文仁親王 | 秋篠宮文仁親王 | 秋篠宮文仁親王 | 秋篠宮文仁親王 | 秋篠宮文仁親王 | 秋篠宮文仁親王 |  |  |                |                |                |                |                |                |  |  |                |                |                |                |                |                |  |  |                |                |                |                |                |                |  |  |  |  |  |  |  |  |  |  |  |  |  |  |  |  |  |  |  |  |  |  |  |  |
|              |              |              |              |              |              |  |  | 悠仁親王       |                |                |                |                |                |  |  |                |                |                |                |                |                |  |  |                |                |                |                |                |                |  |  |                |                |                |                |                |                |  |  |  |  |  |  |  |  |  |  |  |  |  |  |  |  |  |  |  |  |  |  |  |  |

## 子女
|  | 諱・身位   | 読み     | 生年月日                            | 没年月日                                | 続柄             | 備考 |
|  | ---------- | -------- | ----------------------------------- | --------------------------------------- | ---------------- | --- |
|  | 甯子内親王 | やすこ   | 1944年〈昭和19年〉 4月26日（81歳）  |                                         | 第一女子 (第1子) | 近衞忠煇（日本赤十字社名誉社長）と結婚。 皇籍離脱後、近衞甯子（姓読み：このえ）となる。 （皇室典範第12条の規定による） 子女：1男(1人)。 |
|  | 寬仁親王   | ともひと | 1946年〈昭和21年〉 1月5日           | 2012年〈平成24年〉 6月6日（満66歳没）   | 第一男子 (第2子) | 寬仁親王 麻生信子と結婚（→寬仁親王妃信子）。 子女：2女(2人)。                                                                           |
|  | 宜仁親王   | よしひと | 1948年〈昭和23年〉 2月11日          | 2014年〈平成26年〉 6月8日（満66歳没）   | 第二男子 (第3子) | 桂宮宜仁親王（宮号読み：かつらのみや） 配偶者及び子女：無し。                                                                           |
|  | 容子内親王 | まさこ   | 1951年〈昭和26年〉 10月23日（73歳） |                                         | 第二女子 (第4子) | 千宗室と結婚 皇籍離脱後、千容子（姓読み：せん）となる。 （皇室典範第12条の規定による） 子女：2男1女(3人)。                              |
|  | 憲仁親王   | のりひと | 1954年〈昭和29年〉 12月29日         | 2002年〈平成14年〉 11月21日（満47歳没） | 第三男子 (第5子) | 高円宮（たかまどのみや） 高円宮憲仁親王 鳥取久子と結婚（→憲仁親王妃久子）。 子女：3女(3人)。                                            |

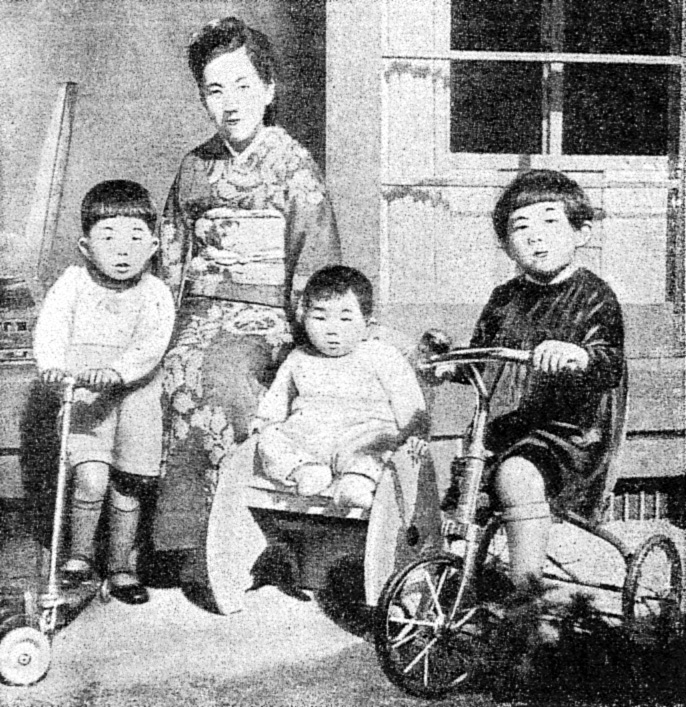
1950年（昭和25年）頃、左から寬仁親王、百合子妃、宜仁親王、甯子内親王。

2人の兄である秩父宮と高松宮は子どもをもうけることのないまま薨去したのに対し、三笠宮は長兄である昭和天皇（2男5女：7人の皇子女）同様に多くの子どもに恵まれた。しかし、敗戦後は、発足の遅かった三笠宮家は秩父宮・高松宮両家よりも資産に恵まれないなかで多くの子を育てざるを得ず、皇族としての格式を保つには苦心があった。5人の子女の名前の一文字目にはすべて「うかんむり」が付いている。三笠宮の子孫は女性の比率が高い。他家に嫁ぎ民間人となった2人の皇族外の息女に産まれた孫は4人中3人が男性であるが、3人の親王のうち結婚した2人と各親王妃との間に生まれた計5人の子は皆女子であり、男子の孫は1人も生まれることなく、皇族の身分を有する者は女性のみで、現行制度では三笠宮家を継承する資格がない。その上、第三男子・高円宮憲仁親王が2002年（平成14年）に心室細動による急性心不全で薨去。長年にわたり癌を患っていた第一男子・寛仁親王も2012年（平成24年）に多臓器不全で薨去。さらに第二男子・桂宮宜仁親王も2014年（平成26年）に急性心不全で薨去し、三笠宮は息子3人全員に先立たれる不幸に見舞われた。そして2016年（平成28年）に三笠宮自身も薨去し、百合子妃が当主となった。薨去の時点で孫が9人（うち皇族女子3人、婚姻により皇籍を離脱した女子2人）、曾孫が3人いた（3人とも最年長の孫近衞忠大の子）。

## 栄典
- 1928年（昭和3年）11月10日 - 大礼記念章[45]
- 1936年（昭和11年）10月1日 - 大勲位菊花大綬章[46]
- 1940年（昭和15年）8月15日 - 紀元二千六百年祝典記念章[47]

## 著書
- 『帝王と墓と民衆 : オリエントのあけぼの』光文社〈カッパブックス〉、1956年5月。NDLJP:3013005。
  - 巻末に附載された「わが思い出の記」は、1956年までの自叙伝。

- 『乾燥の国　―イラン・イラクの旅』平凡社、1957年11月。NDLJP:3030858。
- 『大世界史1 ここに歴史はじまる』文藝春秋、1967年
- 『古代オリエント史と私』学生社、1984年6月。NDLJP:12196881。
- 『古代エジプトの神々　―その誕生と発展―』（日本放送出版協会、1988年）
- 『レクリエーション随想録』日本レクリエーション協会、1998年3月
- 『文明のあけぼの　―古代オリエントの世界―』（集英社、2002年6月）
- 『わが歴史研究の七十年』（学生社、2008年8月）

訳書
- ジャック・フィネガン『古代文化の光 - ユダヤ教とクリスト教の考古学的背景』

赤司道雄・中沢洽樹共訳（岩波書店、1955年、増補版1966年）
- ジャック・フィネガン『聖書年代学』（岩波書店、1967年）
- ジャック・フィネガン『考古学から見た古代オリエント史』（岩波書店、1983年、復刊2004年）

編著・監修
- 編『日本のあけぼの　建国と紀元をめぐって』（光文社カッパ・ブックス、1959年）
- 『世界の文化史蹟 第2巻 オリエントの廃墟』杉勇共編 講談社、1968年
- 『歴史清談 古代オリエント/中国日本東北』陳舜臣対談 河北新報社、1987年10月
- 編『生活の世界歴史 1 古代オリエントの生活』河出書房新社、1976年、河出文庫、1991年5月
- 『古代メソポタミアの神々 - 世界最古の「王と神の饗宴」』（集英社、2000年）

岡田明子・小林登志子著、監修序文
記念論集・伝記
- 『オリエント学論集 三笠宮殿下還暦記念』日本オリエント学会編、講談社、1975年
- 『オリエント学論集 三笠宮殿下古稀記念』日本オリエント学会編、小学館、1985年12月
- 『三笠宮殿下米壽記念論集』刀水書房、2004年11月。三笠宮殿下米寿記念論集刊行会編
- 『三笠宮崇仁親王』吉川弘文館、2022年12月。三笠宮崇仁親王伝記刊行委員会編 ISBN　9784642039185